# PopStar Guitar
PopStar Guitar é um jogo de video game musical para o PlayStation 2 e o Wii.

## O jogo
Em PopStar Guitar, os jogadores se tornam guitarristas que querem se tornar o maior sucesso da música pop. Os jogadores aumentam seus níveis de acordo com que os desafios são conquistados.
No modo carreira o jogador começa como membro de uma banda de garagem. São disponibilizado 12 personagens  (6 masculinos/ 6 femininos) para escolher, os jogadores pode ainda personalizar os personagens e os instrumentos.
O modo de jogar de PopStar Guitar é similar a outros jogos do gênero, onde os jogadores devem apertar os botões de acordo com a nota que esteja na tela. A versão do PlayStation 2 suporta guitarras, enquanto a do Wii disponibiliza um acessório chamado AirG que simula os botões da guitarra ao ser conectado do Wii Remote e Nunchuck.

## Músicas
O jogo disponibiliza 60 músicas, o que inclui músicas de artistas pop e rock. Algumas das músicas incluidas como:
| Música                   | Artista                  |
| ------------------------ | ------------------------ |
| "Shut Up and Drive"      | Rihanna                  |
| "S.O.S."                 | Jonas Brothers           |
| "Wake Up Call"           | Maroon 5                 |
| "Makes Me Wonder"        | Maroon 5                 |
| "See You Again"          | Miley Cyrus              |
| "All the Small Things"   | Blink 182                |
| "Move Along"             | The All-American Rejects |
| "Dirty Little Secret"    | The All-American Rejects |
| "Thnks Fr Th Mmrs"       | Fall Out Boy             |
| "Sugar We're Going Down" | Fall Out Boy             |
| "Misery Business"        | Paramore                 |
| "When I'm Gone"          | 3 Doors Down             |
| "It's Not My Time"       | 3 Doors Down             |
| "Welcome To My Life"     | Simple Plan              |